# Tibellus
Tibellus là một chi nhện trong họ Philodromidae.

## Các loài
- Tibellus affinis O. P.-Cambridge, 1898 — Mexico
- Tibellus armatus Lessert, 1928 — Central, Southern Africa
- Tibellus asiaticus Kulczynski, 1908 — Russia, North America
- Tibellus aspersus Danilov, 1991 — Russia
- Tibellus australis (Simon, 1910) — Botswana
- Tibellus bruneitarsis Lawrence, 1952 — Zimbabwe, South Africa
- Tibellus californicus Schick, 1965 — USA
- Tibellus chamberlini Gertsch, 1933 — USA, Canada
- Tibellus chaturshingi Tikader, 1962 — India
- Tibellus chilensis Mello-Leitão, 1943 — Chile
- Tibellus cobusi Van den Berg & Dippenaar-Schoeman, 1994 — East, Southern Africa
- Tibellus cucurbitus Yang, Zhu & Song, 2005 — China
- Tibellus demangei Jézéquel, 1964 — Ivory Coast, South Africa
- Tibellus duttoni (Hentz, 1847) — USA, Mexico
- Tibellus elongatus Tikader, 1960 — India
- Tibellus fengi Efimik, 1999 — Russia, China, Japan
- Tibellus flavipes Caporiacco, 1939 — East, Southern Africa
- Tibellus gerhardi Van den Berg & Dippenaar-Schoeman, 1994 — East, Southern Africa
- Tibellus hollidayi Lawrence, 1952 — East, Southern Africa
- Tibellus insularis Gertsch, 1933 — Cuba
- Tibellus jabalpurensis Gajbe & Gajbe, 1999 — India
- Tibellus japonicus Efimik, 1999 — Russia, China, Japan
- Tibellus katrajghatus Tikader, 1962 — India
- Tibellus kibonotensis Lessert, 1919 — East, Southern Africa
- Tibellus kimi Seong, 2013 — Korea, Republic of
- Tibellus macellus Simon, 1875 — Europe to Central Asia
  - Tibellus macellus georgicus Mcheidze, 1997 — Georgia
- Tibellus maritimus (Menge, 1875) — Holarctic
- Tibellus minor Lessert, 1919 — Africa
- Tibellus nigeriensis Millot, 1942 — Sudan
- Tibellus nimbaensis Van den Berg & Dippenaar-Schoeman, 1994 — Guinea-Bissau
- Tibellus oblongus (Walckenaer, 1802) — Holarctic
  - Tibellus oblongus maculatus Caporiacco, 1950 — Italy
- Tibellus orientis Efimik, 1999 — Russia, China
- Tibellus paraguensis Simon, 1897 — Paraguay, Argentina
- Tibellus parallelus (C. L. Koch, 1837) — Palearctic
- Tibellus pashanensis Tikader, 1980 — India
- Tibellus pateli Tikader, 1980 — India
- Tibellus poonaensis Tikader, 1962 — India
- Tibellus propositus Roewer, 1951 — Yarkand
- Tibellus rothi Schick, 1965 — USA
- Tibellus septempunctatus Millot, 1942 — Guinea
- Tibellus seriepunctatus Simon, 1907 — Africa
- Tibellus shikerpurensis Biswas & Raychaudhuri, 2003 — Bangladesh
- Tibellus somaliensis Van den Berg & Dippenaar-Schoeman, 1994 — Somalia, Zimbabwe
- Tibellus spinosus Schiapelli & Gerschman, 1941 — Argentina
- Tibellus sunetae Van den Berg & Dippenaar-Schoeman, 1994 — Southern Africa
- Tibellus tenellus (L. Koch, 1876) — Russia, China to Australia
- Tibellus utotchkini Ponomarev, 2008 — Russia
- Tibellus vitilis Simon, 1906 — India, Sri Lanka
- Tibellus vosseleri Strand, 1906 — Algeria
- Tibellus vossioni Simon, 1884 — Africa
- Tibellus zhui Tang & Song, 1989 — China

## Hình ảnh

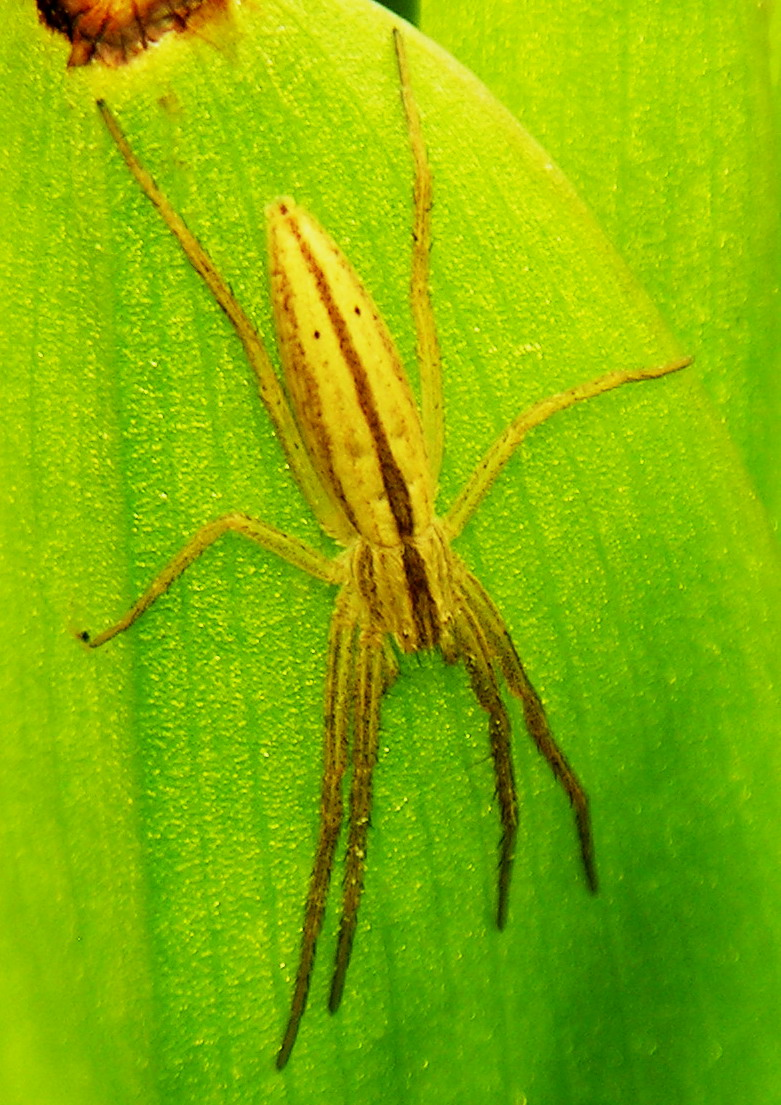
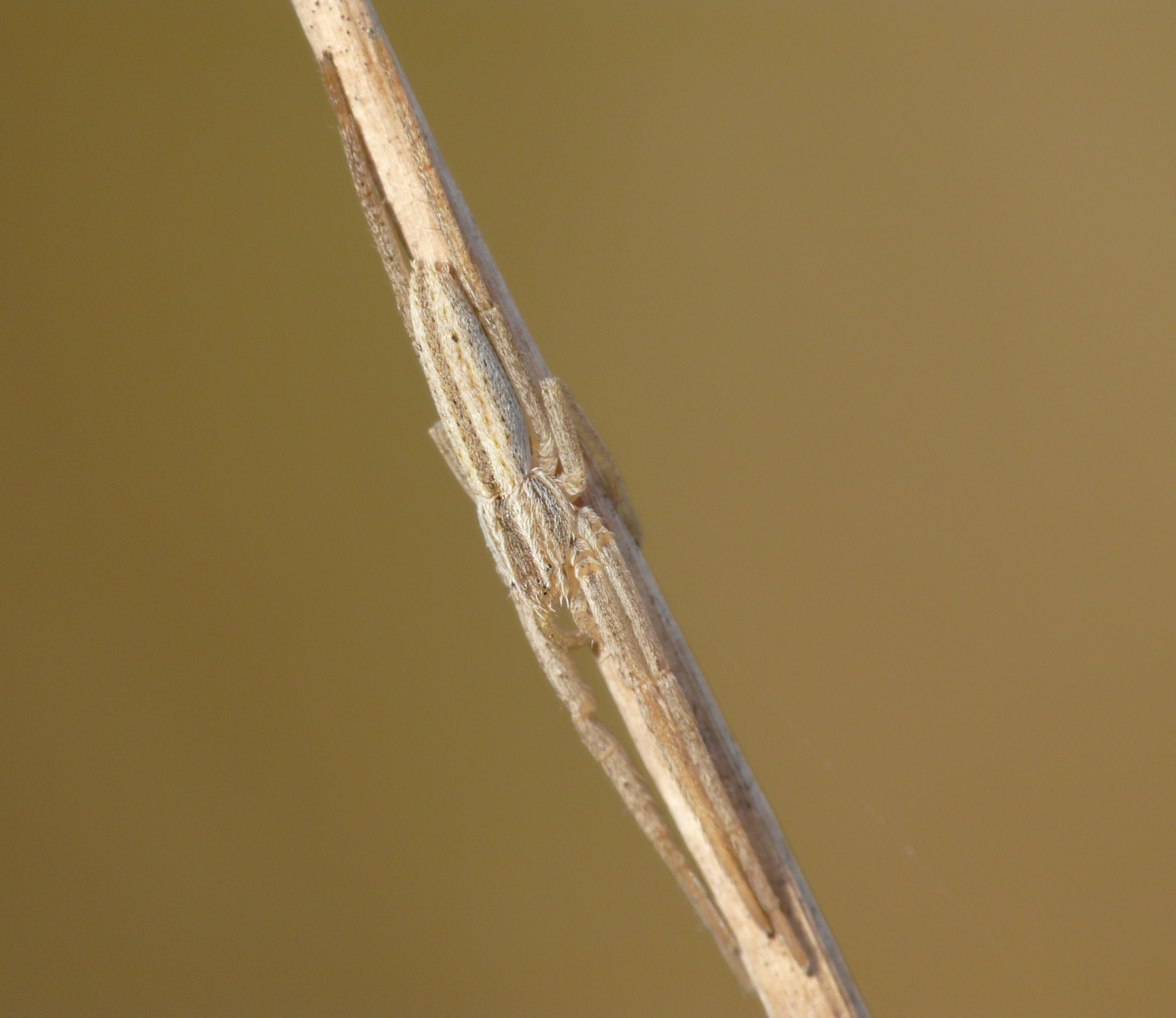